# Inocência (virtude)

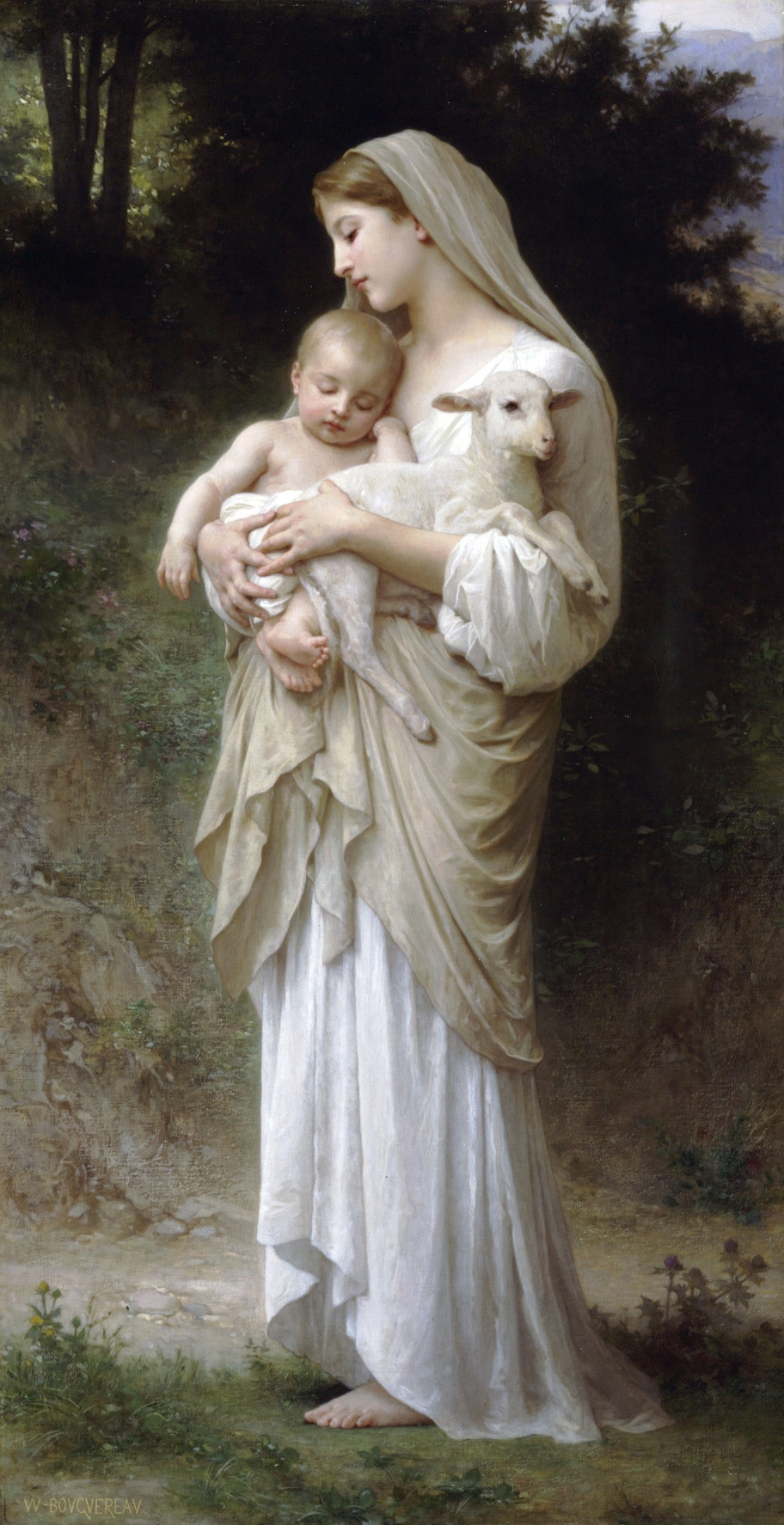
Inocência de Bougereau. Tanto a virgem quanto o cordeiro são símbolos de inocência

Inocência é um termo que descreve a ausência de culpa (innocentia, em latim) de um indivíduo em relação a um crime. Também pode ser usado para indicar uma falta geral de culpa em relação a qualquer tipo de crime, pecado, malícia ou má intenção. 
Pode também referir-se a um estado de ignorância, onde há menos experiência, quer numa visão relativa de iguais sociais, quer numa comparação absoluta numa escala normativa mais comum. Em contraste com a ignorância, a inocência é geralmente tomada como um termo positivo, denotando uma visão alegremente positiva do mundo, particularmente aquela em que a falta de conhecimento vem da falta de maldade, enquanto o maior conhecimento vem de fazer o mal, que está relacionado à Árvore do conhecimento do bem e do mal. Essa conotação pode ser ligada a uma falsa etimologia popular que explica o termo inocente como aquele que não sabe (do latim noscere).
As pessoas que não têm capacidade mental para entender a natureza de suas ações podem ser consideradas inocentes, independentemente de seu comportamento. Deste significado vem o termo inocente para se referir a uma criança pequena ou a uma pessoa com diversidade funcional sem discrição.
Em alguns casos, o termo inocência conota um significado pejorativo quando um determinado nível de experiência dita o discurso comum ou as qualificações básicas para a entrada em uma experiência social diferente. Uma vez que a experiência é o fator primário na determinação do ponto de vista de uma pessoa, a inocência também é freqüentemente usada para implicar uma ignorância ou falta de experiência pessoal que, em seu sentido negativo mais extremo, pode ser lamentável.
A inocência é representada sob a figura de uma jovem, coroada de flores, que lava as mãos numa bacia colocada sobre um pedestal com um cordeiro branco ao seu lado. 